# Lingua malgascia
Il malgascio (in malgascio malagasy) è la più occidentale delle lingue maleo-polinesiache e quindi delle lingue austronesiane. È la lingua nazionale del Madagascar ed è parlata anche in alcune isole della zona (il termine malgascio viene anche usato per riferirsi alla popolazione del Madagascar). Il malgascio come lingua è nato dall'ufficializzazione della lingua merina, parlata dall'omonimo popolo. Le lingue delle altre etnie malgasce sono piuttosto simili e spesso classificate come dialetti del malgascio.
Al 2015, contava 25 milioni di parlanti nativi. Al 2022, la varietà merina di malgascio è la più parlata e conta 7,5 milioni di parlanti totali.

## Descrizione
Il vocabolario tradizionale del malgascio è al 90% sovrapposto con quello della lingua ma'anyan, parlata nella zona del fiume Barito nel sud del Borneo. Questo legame linguistico è uno degli elementi su cui si basa la teoria predominante circa la colonizzazione del Madagascar, che sarebbe avvenuta fra 1000 e 2000 anni fa da parte di popolazioni del Borneo, in seguito mischiatesi ad africani, asiatici e arabi. La diversità della lingua rispetto alle altre lingue africane era già stata notata nel 1708 dallo studioso olandese Adriaan Reland.
Il malgascio presenta altre influenze soprattutto dalle lingue bantu e dall'arabo, con qualche vocabolo di radice comune col sanscrito. La frase ha l'insolita struttura Verbo Oggetto Soggetto. Le parole sono accentate sulla penultima sillaba, eccetto quelle che terminano in ka, tra o na, accentate sulla terzultima. Le vocali non accentate sono spesso elise nella lingua parlata; per esempio fanorona si pronuncia "fanùrn" (o in francese, fanourne) e malagasy suona all'incirca come la sua translitterazione francese Malgache.

## Lingua scritta
La corrispondenza fra grafia malgascia e la fonetica è in generale piuttosto semplice. La lettera i diventa y alla fine delle parole, e o si pronuncia /u/.
L'alfabeto usa 21 lettere: a, b, d, e, f, g, h, i, j, k, l, m, n, o, p, r, s, t, v, y, z.
@ viene usato informalmente come abbreviazione di amin'ny, che è una preposizione seguita da una forma definita, che può significare per esempio con il.

### Segni diacritici
I segni diacritici non sono obbligatori nel malgascio standard; possono essere usati nei seguenti modi:
- ` (accento grave): individua la sillaba accentata di una parola, soprattutto nei casi in cui questo risolve un'ambiguità (analogamente all'italiano "princìpi"). Per esempio "tanàna" significa "città" e rappresenta un'eccezione alle normali regole di accentazione; "tanana" (pronunciato "tànana") significa "mano". In genere, l'accento si usa solo per le parole che non rispecchiano la "regola standard".
- ´ (accento acuto): viene usato
  - nei dizionari molto vecchi, come alternativa all'accento grave in alcuni casi[Quali?!...]
  - in alcuni dialetti, per esempio il Bara
  - nei toponimi (e nomi propri in generale) francesi o pronunciati alla francese, per esempio Tuléar e Antsirabe (in malgascio sarebbero rispettivamente Toliara/Toliary e Antsirabe).
- ^ (accento circonflesso): viene usato
  - sulla "o", per mostrare che la lettera si pronuncia /o/ e non /u/, soprattutto in parole straniere "malgascizzate" come "hôpitaly", o in alcune parole dialettali.
  - A volte le parole a ed e vengono scritte come â ed ê ma ciò non ne influenza la pronuncia.
- ¨ (dieresi): usata in alcuni dialetti, insieme a n̈, per indicare una velare nasale /ŋ/. Esempi sono nomi come Tôlan̈aro, Antsiran̈ana, Iharan̈a, Anantson̈o.
- ~ (tilde): usata a volte con la "n", forse quando non è possibile produrre una n̈. Nel dizionario Bara di Ellis, viene usata per la velare nasale /ŋ/ e per la nasale palatale /ɲ/.

## Dialetti
La seguente tabella mostra un elenco dei principali dialetti o lingue malgasce e la loro corrispondenza (come percentuale di vocaboli in comune) con il malgascio "ufficiale" (merina).
|    |               | 1   | 2   | 3   | 4   | 5   | 6   | 7   | 8   | 9   | 10  | 11  | 12  | 13  | 14  | 15  | 16  | 17  | 18  |
| -- | ------------- | --- | --- | --- | --- | --- | --- | --- | --- | --- | --- | --- | --- | --- | --- | --- | --- | --- | --- |
| 1  | Merina        | 100 | 81  | 81  | 92  | 92  | 86  | 78  | 80  | 79  | 68  | 71  | 68  | 70  | 70  | 61  | 77  | 69  | 61  |
| 2  | Temoro        | 81  | 100 | 78  | 79  | 80  | 78  | 81  | 88  | 88  | 67  | 69  | 71  | 72  | 69  | 61  | 76  | 73  | 65  |
| 3  | Betsimisaraka | 81  | 78  | 100 | 84  | 78  | 77  | 80  | 78  | 75  | 77  | 70  | 65  | 66  | 62  | 54  | 74  | 96  | 61  |
| 4  | Sihanaka      | 92  | 79  | 84  | 100 | 86  | 81  | 76  | 79  | 77  | 72  | 69  | 67  | 68  | 66  | 59  | 72  | 68  | 58  |
| 5  | Betsileo-1    | 92  | 80  | 78  | 86  | 100 | 88  | 77  | 81  | 79  | 68  | 74  | 71  | 75  | 71  | 61  | 79  | 71  | 62  |
| 6  | Betsileo-2    | 86  | 78  | 77  | 81  | 88  | 100 | 77  | 80  | 77  | 67  | 71  | 74  | 79  | 74  | 66  | 82  | 75  | 66  |
| 7  | Antambahoaka  | 78  | 81  | 80  | 76  | 77  | 77  | 100 | 74  | 74  | 69  | 66  | 64  | 64  | 60  | 52  | 67  | 64  | 56  |
| 8  | Antesaka      | 80  | 88  | 78  | 79  | 81  | 80  | 74  | 100 | 89  | 67  | 70  | 71  | 73  | 72  | 62  | 76  | 72  | 63  |
| 9  | Zafisoro      | 79  | 88  | 75  | 77  | 79  | 77  | 74  | 89  | 100 | 63  | 68  | 68  | 72  | 71  | 61  | 76  | 71  | 63  |
| 10 | Tsimihety     | 68  | 67  | 77  | 72  | 68  | 67  | 69  | 67  | 63  | 100 | 75  | 61  | 64  | 63  | 54  | 68  | 64  | 56  |
| 11 | Tankarana     | 71  | 69  | 70  | 69  | 74  | 71  | 66  | 70  | 68  | 75  | 100 | 65  | 68  | 69  | 59  | 70  | 67  | 56  |
| 12 | Vezo          | 68  | 71  | 65  | 67  | 71  | 74  | 64  | 71  | 68  | 61  | 65  | 100 | 84  | 74  | 64  | 77  | 80  | 69  |
| 13 | Mahafaly      | 70  | 72  | 66  | 68  | 75  | 79  | 64  | 73  | 72  | 64  | 68  | 84  | 100 | 80  | 68  | 83  | 86  | 76  |
| 14 | Sakalava-1    | 70  | 69  | 62  | 66  | 71  | 74  | 60  | 72  | 71  | 63  | 69  | 74  | 80  | 100 | 82  | 79  | 75  | 66  |
| 15 | Sakalava-2    | 61  | 61  | 54  | 59  | 61  | 66  | 52  | 62  | 62  | 54  | 59  | 64  | 68  | 82  | 100 | 70  | 67  | 63  |
| 16 | Bara          | 77  | 76  | 74  | 72  | 79  | 82  | 68  | 76  | 76  | 68  | 70  | 77  | 83  | 79  | 70  | 100 | 85  | 74  |
| 17 | Tandroy-1     | 69  | 73  | 69  | 68  | 71  | 75  | 64  | 72  | 71  | 64  | 67  | 80  | 86  | 75  | 67  | 85  | 100 | 83  |
| 18 | Tandroy-2     | 61  | 65  | 61  | 58  | 62  | 66  | 56  | 63  | 63  | 56  | 56  | 69  | 76  | 66  | 68  | 74  | 83  | 100 |

1. ↑  Ambositra
2. ↑  Fianarantsoa
3. ↑  Morondava
4. ↑  Belo-sur-Tsirinbihina
5. ↑  Masinoro, Ambalavao
6. ↑  Antanimoro

## Numeri cardinali da 0 a 10
- Aotra - zero
- Iray / Iraika - uno
- Roa - due
- Telo - tre
- Efatra - quattro
- Dimy - cinque
- Enina - sei
- Fito - sette
- Valo - otto
- Sivy - nove
- Folo - dieci